# Yeong
De Yeong is een rivier in de stad Mungyeong, in het noorden van de Zuid-Koreaanse provincie Gyeongsang. De Yeong heeft een lengte van ruim 66 kilometer en gaat in het zuidoosten van Mugyeong over in de Nakdong, die op zijn beurt uitmondt in de Japanse Zee.